# Городское начальное училище (Новосибирск, улица Ленина)
Городское училище на улице Ленина, 22 — здание в Железнодорожном районе Новосибирска на углу улиц Ленина и Революции. Построено в 1912 году в рамках проекта по массовому строительству школ на территории российских городов. Архитектор Андрей Крячков. Памятник архитектуры регионального значения.
С 1997 года в здании располагается Новосибирский областной театр кукол.

## История
Здание было построено в 1912 году по проекту Андрея Крячкова.
В 1997 году завершились ремонтно-реставрационные работы, здание было приспособлено для Новосибирского областного театра кукол.

## Описание
Двухэтажное здание находится в историческом центре Новосибирска. Главный западный фасад обращён к улице Революции.
Крыша здания сложной формы и стропильной конструкции с металлической кровлей. Под частью училища находится подвал. К восточному фасаду главного прямоугольного объёма, в котором находились классные комнаты, примыкает пристройка со служебной лестничной клеткой, к северному фасаду пристроена одноэтажная квартира для заведующего учебным заведением.
Ризалит лестничной клетки доминирует по высоте, акцентируется витражом, размещённым по оси главного входа, и завершается овальным слуховым окном, которое обрамлено волютообразными элементами. Над ризалитом находится увенчанный шаром купол, внутри которого установлен бак для воды. С левой стороны от ризалита находится ряд больших окон, с правой — обрамлённое лопатками кирпичное поле с картушем, на котором ранее была надпись «Городское начальное училище». Над простенками оконных проёмов в левой части главного фасада находятся парапетные столбики, подчёркивающие асимметричность композиции. Нижний этаж облицован рустом.
Оконные проёмы первого этажа с лучковым завершением декорированы сандриками с замком. Оконные проёмы второго этажа обрамлены трапециевидными элементами с рустованным сандриком.
Декор южного фасада аналогичен декоративному оформлению левой части главного фасада и различается треугольным фронтоном с криволинейным уступчатым парапетом. Цветовое оформление фасадов основано на контрасте светлых оштукатуренных элементов и красных кирпичных стен.

## Интерьер
На каждом этаже расположены две лестничные и широкий коридор, освещённый с одной стороны; к нему примыкают три или четыре классных комнаты.
Парадная широкая лестница с бетонными ступенями примыкает к входу в училище со стороны главного фасада.